# Gairloch
Gairloch (Schots-Gaelisch: Geàrrloch ) is een dorp in het westen van de Schotse lieutenancy Ross and Cromarty in het raadsgebied Highland aan de oevers van Loch Gairloch. In het dorp is een gemeente van de Free Presbyterian Church of Scotland gevestigd.